# Arius malabaricus
Arius malabaricus är en fiskart som beskrevs av Day, 1877. Arius malabaricus ingår i släktet Arius och familjen Ariidae. Inga underarter finns listade i Catalogue of Life.